# Гузь Ніна Григорівна
Гузь Ніна Григорівна — радянська та українська художниця, художник-мультиплікатор (художник-постановник). Член НСХУ (1982—2004).

## Біографічні відомості
Народилася 19 квітня 1949 р. Закінчила художній факультет Всесоюзного державного інституту кінематографії (1976).
З 1976 — художник творчого об'єднання художньої мультиплікації «Київнаукфільму».
Багато працює в галузі книжкової графіки. Член Національної спілки художників України. [Архівовано 22 серпня 2016 у Wayback Machine.]
Займалася малювничою творчістю.

## Фільмографія
- «Пригоди капітана Врунгеля» (1978, 13 с. Диплом Всесоюзного телефестивалю в Єревані),
- «Чумацький шлях» (1981. Почесний диплом журі «За художнє втілення національного жанру народної легенди в мультиплікації» XIV Всесоюзного кінофестивалю, Вільнюс, 1981),
- «І сестра їх Либідь» (1981. Почесний диплом XIV Всесоюзного кінофестивалю, Вільнюс, 1981),
- «Жили-були думки...» (1983)
- «Джордано Бруно» (1984)
- «Сонечко і снігові чоловічки» (1985)
- «Альтернатива» (1986)
- «Страшна помста» (1988) та ін.